# الشريان الدرقي السفلي
الشريان الدرقي السفلي هو شريان في الرقبة. وينشأ من الجذع الدرقي الرقبي ويمر صعودًا أمام الشريان الفقري والعضلات العنقية الطويلة. ثم يتحول وسطيًا وراء الغمد السباتي ومحتوياته، وأيضًا وراء الجذع الودي ، والعقد العصبية العنقية الوسطى والتي ترتكز على الشريان الدرقي السفلي.
عند وصول الشريان الدرقي السفلي للطرف السفلي للغدة الدرقية فإنه ينقسم إلى فرعين يغذيان الأجزاء السفلية الخلفية للغدة الدرقية ثم يتحد مع الشريان الدرقي العلوي والشريان الدرقي السفلي للجانب المقابل.

## التركيب
فروع الشريان الدرقي السفلي هي شريان الحنجرة السفلي وشرايين المريء وشريان القصبة الهوائية والشريان البلعومي الصاعد والشريان العنقي الصاعد.
يتسلق الشريان الحنجري السفلي القصبة الهوائية كي يصل للجزء الخلفي للحنجرة بالمرور تحت العضلة البلعومية السفلية، مصحوبًا بالعصب الحنجري الراجع ومغذيًا العضلات والأغشية المخاطية في تلك المنطقة، ثم بتحد مع الشريان الدرقي السفلي للجانب المقابل والفرع الحنجري العلوي للشريان الدرقي العلوي.
تنتشر الفروع المغذية للقصبة الهوائية من الشريان الدرقي السفلي على القصبة الهوائية، ثم تتحد مع الشريان القصبي بالأسفل.
تغذي الفروع المريئية للشريان الدرقي السفلي المريء، ثم تتحد مع الفروع المريئية للأورطى.
ينشأ الشريان العنقي الصاعد عند مرور الشريان الدرقي السفلي خلف الغمد السباتي؛ إذ يمتد على الحديبات الأمامية لفقرات الرقبة في المسافة بين العضلات الأخمعية الأمامية و عضلة الرأس الطويلة. يمتد الشريان العنقي الصاعد عضلات الرقبة ثم يتحد مع الشريان الفقري.
تغذي الفروع البلعومية للشريان الدرقي السفلي البلعوم.
تغذي الفروع الغددية للشريان الدرقي السفلي الغدة الدرقية مباشرةً.

## الأهمية الطبية
تختلف العلاقة التشريحية بين العصب الحنجري الراجع والشريان الدرقي السفلي بصورة كبيرة.
يصعد العصب الحنجري الراجع بشكل عام وراء الشريان الدرقي السفلي، وأحيانًا أمامه. وهذا يجعله مُعرضًا بشكل كبير للإصابة أثناء العمليات الجراحية التي تستلزم ربط الشريان الدرقي السفلي مثل استئصال الفص السفلي للغدة الدرقية.
يمكن استخدام حقن الأصباغ في الشرايين للتفرقة بين العصب الحنجري الراجع والشريان الدرقي السفلي.

## صور إضافية

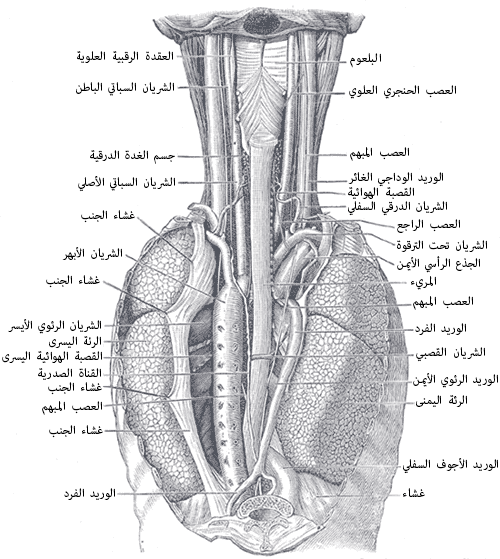
منظر خلفي لوضع علاقة المريء التشريحية في منطقة الرقبة والمنصف الخلفي.

## روابط خارجية
- درسٌ تشريحي حول lesson5 مُعدٌ بواسطة ويسلي نورمان (جامعة جورجتاون). (antthyroidgland)
- Yalçin B (فبراير 2006). "Anatomic configurations of the recurrent laryngeal nerve and inferior thyroid artery". Surgery. ج. 139 ع. 2: 181–7. DOI:10.1016/j.surg.2005.06.035. PMID:16455326.
- صور تشريحية:32:06-0100 في مركز داونستيت الطبي التابع لجامعة نيويورك - "Larynx: Recurrent Laryngeal Nerve and Inferior Laryngeal Artery"